# Цветоголовник
Цветоголовник, или Цефалантус (лат. Cephalanthus), — род деревянистых растений семейства Мареновые (Rubiaceae), распространённый в Америке, Африке и Азии.

## Ботаническое описание
Кустарники или деревья. Листья супротивные или мутовчатые, простые, цельные.
Цветки обоеполые, сидячие, собраны в плотные головки. Чашечка из 4 (5) долей. Венчик из 4 долей, блюдцевидный или воронковидный, белый или бежевый. Тычинок 4. Пестик 1. Плод — 1—2-семянный орешек. Семена продолговато-эллипсоидальные.

## Виды
Род включает 6 видов:
- Cephalanthus angustifolius Lour. (1790)
- Cephalanthus glabratus (Spreng.) K.Schum. (1889)
- Cephalanthus natalensis Oliv. (1881)
- Cephalanthus occidentalis L. (1753) typus[1] — Цветоголовник западный
- Cephalanthus salicifolius Humb. & Bonpl. (1809)
- Cephalanthus tetrandra (Roxb.) Ridsdale & Bakh.f. (1976)